# 195-й батальон Канадского экспедиционного корпуса
195-й батальон Канадского экспедиционного корпуса — подразделение Канадского экспедиционного корпуса во время Первой мировой войны. 
Подразделение базировалось в Реджайне, Саскачеван, зимой 1915/16 года. Именно в этом городе началось рекрутирование солдат. После отплытия в Великобританию в ноябре 1916 года, батальон был включен в состав 32-го резервного батальона 11 ноября 1916 года. Подразделением командовал подполковник A.C. Гарнер[страница не указана 974 дня].